# Clasificación para la Eurocopa 2016
La Clasificación para la Eurocopa 2016 fue el torneo que determinó a las selecciones clasificadas a la Eurocopa 2016 a realizarse en Francia, el torneo inició el 7 de septiembre de 2014 y finalizó el 17 de noviembre de 2015.
La selección de Francia no participó del torneo por estar ya clasificada en su calidad de país anfitrión de la fase final de la Eurocopa 2016, las demás selecciones disputaron los 23 cupos restantes. 
Esta competición marcó el debut de la selección de Gibraltar en competiciones europeas, luego de que la UEFA la admitiese como miembro con pleno derecho en mayo de 2013.

## Equipos participantes
De las 54 asociaciones de fútbol afiliadas a la UEFA 53 participan en el proceso clasificatorio, la selección de Francia está automáticamente clasificada como país anfitrión de la Eurocopa 2016. Gibraltar participa por primera vez en una competición de la UEFA luego que este organismo admitió a la Asociación de Fútbol de Gibraltar como miembro afiliado en mayo de 2013.

### Sorteo
El 24 de enero de 2014 la UEFA definió los bombos de cara al sorteo de la fase de clasificación, las 53 selecciones involucradas fueron divididas en 6 bombos de acuerdo a su ubicación en el ranking de coeficientes de selecciones nacionales elaborada por UEFA el 12 de diciembre de 2013. Cinco bombos se conformaron con 9 equipos y el sexto tuvo a las 8 selecciones con el peor coeficiente.
El ranking de coeficientes se calculó tomando en cuenta los puntos obtenidos por cada selección en las siguientes competiciones:
- Fase de clasificación y fase final de la Copa mundial FIFA de 2010, representa el 20% del coeficiente.
- Fase de clasificación y fase final de la Eurocopa de 2012, representa el 40% del coeficiente
- Fase de clasificación de la Copa mundial FIFA de 2014, representa el 40% del coeficiente.

Entre paréntesis se indica el coeficiente de cada equipo.
| Bombo 1 | Bombo 2 | Bombo 3 |
| --- | --- | --- |
| 1. España (42 158) 2. Alemania (41 366) 3. Países Bajos (38 541) 4. Italia (35 343) 5. Inglaterra (34 885) 6. Portugal (34 314) 7. Grecia (33 540) 8. Rusia (32 946) 9. Bosnia y Herzegovina (31 416) | 10. Ucrania (31 156) 11. Croacia (30 652) 12. Suecia (30 111) 13. Dinamarca (29 660) 14. Suiza (29 572) 15. Bélgica (28 732) 16. República Checa (28 234) 17. Hungría (27 802) 18. Irlanda (26 733)                     | 19. Serbia (25 985) 20. Turquía (25 955) 21. Eslovenia (25 834) 22. Israel (25 442) 23. Noruega (25 341) 24. Eslovaquia (25 333) 25. Rumania (25 038) 26. Austria (24 572) 27. Polonia (23 095) |
| Bombo 4 | Bombo 5 | Bombo 6 |
| 28. Montenegro (22 991) 29. Armenia (22 861) 30. Escocia (22 234) 31. Finlandia (22 001) 32. Letonia (20 771) 33. Gales (20 551) 34. Bulgaria (20 391) 35. Estonia (19 988) 36. Bielorrusia (19 646)  | 37. Islandia (19 243) 38. Irlanda del Norte (19 201) 39. Albania (19 151) 40. Lituania (19 026) 41. Moldavia (18 301) 42. Macedonia del Norte (17 376) 43. Azerbaiyán (16 901) 44. Georgia (16 766) 45. Chipre (14 235) | 46. Luxemburgo (14 050) 47. Kazajistán (13 961) 48. Liechtenstein (12 220) 49. Islas Feroe (11 751) 50. Malta (10 740) 51. Andorra (8560) 52. San Marino (7420) 53. Gibraltar (0)               |

El sorteo tuvo lugar en el Palais des Congrès Acrópolis de Niza, Francia el 23 de febrero de 2014 y el procedimiento aplicado por el Comité Ejecutivo de la UEFA fue el siguiente:
- El bombo 1 fue sorteado en primer lugar y sus equipos se colocaron en la primera casilla de los grupos en orden alfabético del grupo A al grupo I.
- Se continuó con los ocho equipos del bombo 6 que fueron encuadrados en la casilla 6 desde el grupo A al H.
- Luego se sortearon los 9 equipos del bombo 5 y se colocaron en la casilla 5 y en orden alfabético del grupo A al grupo I.
- El mismo procedimiento anterior se aplicó para los bombos 4, 3 y 2 en ese estricto orden.

Para la realización del sorteo el Comité Ejecutivo de la UEFA tomó en cuenta las siguientes consideraciones:
- Por razones de derechos televisivos Inglaterra, Alemania, España, Italia y Países Bajos deben estar en los grupos de 6 equipos.
- Por razones políticas el comité ejecutivo de la UEFA estableció que Armenia y Azerbaiyán no pueden quedar enmarcados en el mismo grupo, igual que España y Gibraltar.

De esa manera quedaron conformados los nueve grupos del torneo.

## Formato de competición
El torneo clasificatorio consta de una fase de grupos y la fase de play-offs:
Las 53 selecciones participantes son divididas en 9 grupos, 8 grupos de 6 equipos y un grupo de 5. En todos los grupos se juega con un sistema de todos contra todos a partidos de ida y vuelta. Los equipos se clasifican de acuerdo a los puntos obtenidos, que se otorgan de la siguiente manera: 
- 3 puntos por partido ganado.
- 1 punto por partido empatado.
- 0 puntos por partido perdido.

Si al término de los partidos de un grupo dos o más equipos terminan empatados a puntos se aplican los siguientes criterios de desempate:
- Mayor número de puntos obtenidos en los partidos jugados entre los equipos en cuestión.
- Mayor diferencia de goles en los resultados de los partidos jugados entre los equipos en cuestión.
- Mayor número de goles marcados en los partidos jugados entre los equipos en cuestión.
- Mayor número de goles marcados como visitante en los partidos jugados entre los equipos en cuestión.

Si después de aplicar los cuatro criterios anteriores hay equipos que todavía mantienen la igualdad, los criterios 1 a 4 se vuelven a aplicar exclusivamente a los partidos jugados entre estos equipos para determinar su posición final. Si este procedimiento no conduce a una decisión, se aplican los siguientes criterios:
- Mayor diferencia de gol en todos los partidos del grupo.
- Mayor número de goles marcados en todos los partidos del grupo.
- Mayor número de goles marcados como visitante en todos los partidos del grupo.
- La conducta Fair Play en todos los partidos del grupo.
- Posición en el Ranking de coeficientes de la UEFA con que se inició este torneo.

Los nueve ganadores de grupo, los nueve segundos de grupo y el mejor tercero se clasifican directamente para la Fase final de la Eurocopa. Para determinar al mejor de los terceros lugares se elimina el resultado que estos equipos hayan obtenido contra el último posicionado de su respectivo grupo, con excepción del tercer lugar del grupo I (que solo cuenta con cinco equipos), y se elabora una tabla bajo los siguientes criterios, en orden de aparición:
- Mayor número de puntos obtenidos.
- Mayor diferencia de goles.
- Mayor número de goles marcados.
- Mayor número de goles marcados como visitante.
- La conducta Fair Play en todos los partidos de grupo.
- Posición en el Ranking de coeficientes de la UEFA con que se inició este torneo.

Los ocho restantes terceros lugares pasan a disputar la fase de play-offs para determinar los últimos cuatro clasificados. Estos ocho equipos se emparejan en cuatro series de dos equipos que se enfrentan en partidos como local y visitante con un sistema de eliminación directa. En cada serie, se clasifica para la Eurocopa 2016 el equipo que marque más goles en ambos partidos; si ambos equipos marcan a misma cantidad de goles en los dos partidos se aplica la regla del gol de visitante; si los goles marcados como visitante por los equipos es el mismo o si ambos partidos terminan empatados cero a cero se procede a jugar un tiempo extra de dos periodos de quince minutos cada uno al finalizar el partido de vuelta; si no se marcan goles en el tiempo extra se determina el ganador mediante tiros desde el punto penal; y si en el tiempo extra ambos equipos marcan la misma cantidad de goles se declara ganador al equipo visitante sobre la base de la regla del gol de visitante.

## Calendario
Las fechas de las jornadas fueron definidas por la UEFA el 1 de marzo de 2013 y el calendario completo con las fechas de los partidos se confirmaron el 23 de febrero de 2014, después de realizado el sorteo.

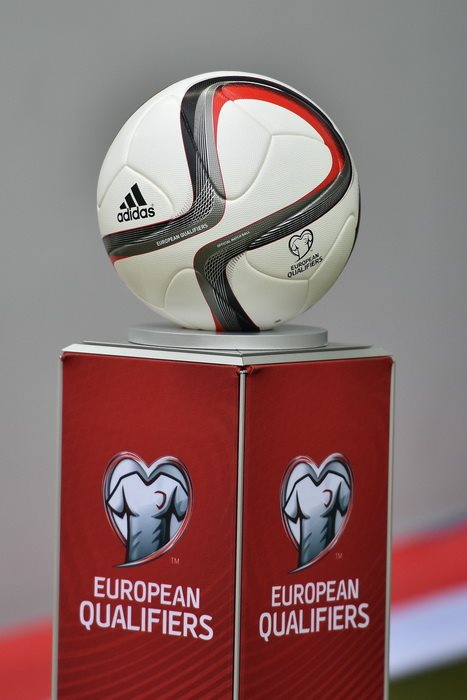
Balón oficial utilizado en la Clasificación.

| Fase           | Jornada    | Fecha                             |
| -------------- | ---------- | --------------------------------- |
| Fase de grupos | Jornada 1  | Del 7 al 9 de septiembre de 2014  |
| Fase de grupos | Jornada 2  | Del 9 al 11 de octubre de 2014    |
| Fase de grupos | Jornada 3  | Del 12 al 14 de octubre de 2014   |
| Fase de grupos | Jornada 4  | Del 14 al 16 de noviembre de 2014 |
| Fase de grupos | Jornada 5  | Del 27 al 29 de marzo de 2015     |
| Fase de grupos | Jornada 6  | Del 12 al 14 de junio de 2015     |
| Fase de grupos | Jornada 7  | Del 3 al 5 de septiembre de 2015  |
| Fase de grupos | Jornada 8  | Del 6 al 8 de septiembre de 2015  |
| Fase de grupos | Jornada 9  | Del 8 al 10 de octubre de 2015    |
| Fase de grupos | Jornada 10 | Del 11 al 13 de octubre de 2015   |
| Play-offs      | Ida        | Del 12 al 14 de noviembre de 2015 |
| Play-offs      | Vuelta     | Del 15 al 17 de noviembre de 2015 |

### La "Semana del Fútbol"
A partir de este proceso clasificatorio la UEFA adoptó el concepto de la "Semana del Fútbol" que se aplicará en los torneos de clasificación para la Eurocopa y la Copa Mundial de Fútbol. Este nuevo concepto comprende las siguientes consideraciones:
- Los partidos se disputarán en un lapso máximo de 6 días, de jueves a martes.
- En sábados y domingos los horarios de inicio de los partidos serán a las 18:00 y 20:45 de la Hora Central Europea (CET), mientras que en los días jueves, viernes, lunes y martes los partidos comenzarán a las 20:45 también en horario CET.
- En las semanas donde haya dos jornadas seguidas las selecciones jugarán los jueves/domingos, viernes/lunes o sábado/martes.
- Cada día de la Semana del Fútbol tendrá entre ocho y diez partidos.

## Fase de grupos
– Clasificado a la Eurocopa 2016.
     – Clasificados a los Play-offs.

### Cuadro resumido
Clasificados para la Eurocopa 2016
     Accedieron a la segunda ronda (play-offs)
     Eliminados en la primera ronda
| Grupo A                                                                  | Grupo B                                                    | Grupo C                                                                         | Grupo D                                                        | Grupo E                                                          | Grupo F                                                           | Grupo G                                                                | Grupo H                                                        | Grupo I                                  |
| ------------------------------------------------------------------------ | ---------------------------------------------------------- | ------------------------------------------------------------------------------- | -------------------------------------------------------------- | ---------------------------------------------------------------- | ----------------------------------------------------------------- | ---------------------------------------------------------------------- | -------------------------------------------------------------- | ---------------------------------------- |
| Bandera de República Checa · Bandera de Islandia                         | Bandera de Bélgica · Bandera de Gales                      | Bandera de España · Bandera de Eslovaquia                                       | Bandera de Alemania · Bandera de Polonia                       | Bandera de Inglaterra · Bandera de Suiza                         | Bandera de Irlanda del Norte · Bandera de Rumania                 | Bandera de Austria · Bandera de Rusia                                  | Bandera de Italia · Bandera de Croacia                         | Bandera de Portugal · Bandera de Albania |
| Bandera de Turquía                                                       | Bandera de Bosnia y Herzegovina                            | Bandera de Ucrania                                                              | Bandera de Irlanda                                             | Bandera de Eslovenia                                             | Bandera de Hungría                                                | Bandera de Suecia                                                      | Bandera de Noruega                                             | Bandera de Dinamarca                     |
| Bandera de los Países Bajos · Bandera de Kazajistán · Bandera de Letonia | Bandera de Israel · Bandera de Chipre · Bandera de Andorra | Bandera de Bielorrusia · Bandera de Luxemburgo · Bandera de Macedonia del Norte | Bandera de Escocia · Bandera de Georgia · Bandera de Gibraltar | Bandera de Estonia · Bandera de Lituania · Bandera de San Marino | Bandera de Finlandia · Bandera de Islas Feroe · Bandera de Grecia | Bandera de Montenegro · Bandera de Liechtenstein · Bandera de Moldavia | Bandera de Bulgaria · Bandera de Azerbaiyán · Bandera de Malta | Bandera de Serbia · Bandera de Armenia   |

### Grupo A
| Pos. | Equipo          | Pts. | PJ | G | E | P | GF | GC | Dif. | Clasificación |
| ---- | --------------- | ---- | -- | - | - | - | -- | -- | ---- | ------------- |
| 1    | República Checa | 22   | 10 | 7 | 1 | 2 | 19 | 14 | +5   | Eurocopa 2016 |
| 2    | Islandia        | 20   | 10 | 6 | 2 | 2 | 17 | 6  | +11  | Eurocopa 2016 |
| 3    | Turquía         | 18   | 10 | 5 | 3 | 2 | 14 | 9  | +5   | Eurocopa 2016 |
| 4    | Países Bajos    | 13   | 10 | 4 | 1 | 5 | 17 | 14 | +3   |               |
| 5    | Kazajistán      | 5    | 10 | 1 | 2 | 7 | 7  | 18 | −11  |               |
| 6    | Letonia         | 5    | 10 | 0 | 5 | 5 | 6  | 19 | −13  |               |

 Fuente: [cita requerida]
| Fecha                   | Lugar     | Local           |                             | Resultado |                             | Visitante       |
| ----------------------- | --------- | --------------- | --------------------------- | --------- | --------------------------- | --------------- |
| 9 de septiembre de 2014 | Astaná    | Kazajistán      | Bandera de Kazajistán       | 0 – 0     | Bandera de Letonia          | Letonia         |
| 9 de septiembre de 2014 | Reikiavik | Islandia        | Bandera de Islandia         | 3 – 0     | Bandera de Turquía          | Turquía         |
| 9 de septiembre de 2014 | Praga     | República Checa | Bandera de República Checa  | 2 – 1     | Bandera de los Países Bajos | Países Bajos    |
| 10 de octubre de 2014   | Estambul  | Turquía         | Bandera de Turquía          | 1 – 2     | Bandera de República Checa  | República Checa |
| 10 de octubre de 2014   | Riga      | Letonia         | Bandera de Letonia          | 0 – 3     | Bandera de Islandia         | Islandia        |
| 10 de octubre de 2014   | Ámsterdam | Países Bajos    | Bandera de los Países Bajos | 3 – 1     | Bandera de Kazajistán       | Kazajistán      |
| 13 de octubre de 2014   | Astaná    | Kazajistán      | Bandera de Kazajistán       | 2 – 4     | Bandera de República Checa  | República Checa |
| 13 de octubre de 2014   | Reikiavik | Islandia        | Bandera de Islandia         | 2 – 0     | Bandera de los Países Bajos | Países Bajos    |
| 13 de octubre de 2014   | Riga      | Letonia         | Bandera de Letonia          | 1 – 1     | Bandera de Turquía          | Turquía         |
| 16 de noviembre de 2014 | Ámsterdam | Países Bajos    | Bandera de los Países Bajos | 6 – 0     | Bandera de Letonia          | Letonia         |
| 16 de noviembre de 2014 | Estambul  | Turquía         | Bandera de Turquía          | 3 – 1     | Bandera de Kazajistán       | Kazajistán      |
| 16 de noviembre de 2014 | Pilsen    | República Checa | Bandera de República Checa  | 2 – 1     | Bandera de Islandia         | Islandia        |
| 28 de marzo de 2015     | Astaná    | Kazajistán      | Bandera de Kazajistán       | 0 – 3     | Bandera de Islandia         | Islandia        |
| 28 de marzo de 2015     | Praga     | República Checa | Bandera de República Checa  | 1 – 1     | Bandera de Letonia          | Letonia         |
| 28 de marzo de 2015     | Ámsterdam | Países Bajos    | Bandera de los Países Bajos | 1 – 1     | Bandera de Turquía          | Turquía         |
| 12 de junio de 2015     | Almatý    | Kazajistán      | Bandera de Kazajistán       | 0 – 1     | Bandera de Turquía          | Turquía         |
| 12 de junio de 2015     | Reikiavik | Islandia        | Bandera de Islandia         | 2 – 1     | Bandera de República Checa  | República Checa |
| 12 de junio de 2015     | Riga      | Letonia         | Bandera de Letonia          | 0 – 2     | Bandera de los Países Bajos | Países Bajos    |
| 3 de septiembre de 2015 | Pilsen    | República Checa | Bandera de República Checa  | 2 – 1     | Bandera de Kazajistán       | Kazajistán      |
| 3 de septiembre de 2015 | Ámsterdam | Países Bajos    | Bandera de los Países Bajos | 0 – 1     | Bandera de Islandia         | Islandia        |
| 3 de septiembre de 2015 | Konya     | Turquía         | Bandera de Turquía          | 1 – 1     | Bandera de Letonia          | Letonia         |
| 6 de septiembre de 2015 | Riga      | Letonia         | Bandera de Letonia          | 1 – 2     | Bandera de República Checa  | República Checa |
| 6 de septiembre de 2015 | Konya     | Turquía         | Bandera de Turquía          | 3 – 0     | Bandera de los Países Bajos | Países Bajos    |
| 6 de septiembre de 2015 | Reikiavik | Islandia        | Bandera de Islandia         | 0 – 0     | Bandera de Kazajistán       | Kazajistán      |
| 10 de octubre de 2015   | Reikiavik | Islandia        | Bandera de Islandia         | 2 – 2     | Bandera de Letonia          | Letonia         |
| 10 de octubre de 2015   | Astaná    | Kazajistán      | Bandera de Kazajistán       | 1 – 2     | Bandera de los Países Bajos | Países Bajos    |
| 10 de octubre de 2015   | Praga     | República Checa | Bandera de República Checa  | 0 – 2     | Bandera de Turquía          | Turquía         |
| 13 de octubre de 2015   | Riga      | Letonia         | Bandera de Letonia          | 0 – 1     | Bandera de Kazajistán       | Kazajistán      |
| 13 de octubre de 2015   | Ámsterdam | Países Bajos    | Bandera de los Países Bajos | 2 – 3     | Bandera de República Checa  | República Checa |
| 13 de octubre de 2015   | Konya     | Turquía         | Bandera de Turquía          | 1 – 0     | Bandera de Islandia         | Islandia        |

### Grupo B
| Pos. | Equipo               | Pts. | PJ | G | E | P  | GF | GC | Dif. | Clasificación |
| ---- | -------------------- | ---- | -- | - | - | -- | -- | -- | ---- | ------------- |
| 1    | Bélgica              | 23   | 10 | 7 | 2 | 1  | 24 | 5  | +19  | Eurocopa 2016 |
| 2    | Gales                | 21   | 10 | 6 | 3 | 1  | 11 | 4  | +7   | Eurocopa 2016 |
| 3    | Bosnia y Herzegovina | 17   | 10 | 5 | 2 | 3  | 17 | 12 | +5   | Play-offs     |
| 4    | Israel               | 13   | 10 | 4 | 1 | 5  | 16 | 14 | +2   |               |
| 5    | Chipre               | 12   | 10 | 4 | 0 | 6  | 16 | 17 | −1   |               |
| 6    | Andorra              | 0    | 10 | 0 | 0 | 10 | 4  | 36 | −32  |               |

 Fuente: [cita requerida]
| Fecha                   | Lugar            | Local                |                                 | Resultado |                                 | Visitante            |
| ----------------------- | ---------------- | -------------------- | ------------------------------- | --------- | ------------------------------- | -------------------- |
| 9 de septiembre de 2014 | Andorra la Vieja | Andorra              | Bandera de Andorra              | 1 – 2     | Bandera de Gales                | Gales                |
| 9 de septiembre de 2014 | Zenica           | Bosnia y Herzegovina | Bandera de Bosnia y Herzegovina | 1 – 2     | Bandera de Chipre               | Chipre               |
| 31 de marzo de 2015     | Jerusalén        | Israel               | Bandera de Israel               | 0 – 1     | Bandera de Bélgica              | Bélgica              |
| 10 de octubre de 2014   | Bruselas         | Bélgica              | Bandera de Bélgica              | 6 – 0     | Bandera de Andorra              | Andorra              |
| 10 de octubre de 2014   | Nicosia          | Chipre               | Bandera de Chipre               | 1 – 2     | Bandera de Israel               | Israel               |
| 10 de octubre de 2014   | Cardiff          | Gales                | Bandera de Gales                | 0 – 0     | Bandera de Bosnia y Herzegovina | Bosnia y Herzegovina |
| 13 de octubre de 2014   | Andorra la Vieja | Andorra              | Bandera de Andorra              | 1 – 4     | Bandera de Israel               | Israel               |
| 13 de octubre de 2014   | Zenica           | Bosnia y Herzegovina | Bandera de Bosnia y Herzegovina | 1 – 1     | Bandera de Bélgica              | Bélgica              |
| 13 de octubre de 2014   | Cardiff          | Gales                | Bandera de Gales                | 2 – 1     | Bandera de Chipre               | Chipre               |
| 16 de noviembre de 2014 | Bruselas         | Bélgica              | Bandera de Bélgica              | 0 – 0     | Bandera de Gales                | Gales                |
| 16 de noviembre de 2014 | Nicosia          | Chipre               | Bandera de Chipre               | 5 – 0     | Bandera de Andorra              | Andorra              |
| 16 de noviembre de 2014 | Haifa            | Israel               | Bandera de Israel               | 3 – 0     | Bandera de Bosnia y Herzegovina | Bosnia y Herzegovina |
| 28 de marzo de 2015     | Andorra la Vieja | Andorra              | Bandera de Andorra              | 0 – 3     | Bandera de Bosnia y Herzegovina | Bosnia y Herzegovina |
| 28 de marzo de 2015     | Bruselas         | Bélgica              | Bandera de Bélgica              | 5 – 0     | Bandera de Chipre               | Chipre               |
| 28 de marzo de 2015     | Haifa            | Israel               | Bandera de Israel               | 0 – 3     | Bandera de Gales                | Gales                |
| 12 de junio de 2015     | Andorra la Vieja | Andorra              | Bandera de Andorra              | 1 – 3     | Bandera de Chipre               | Chipre               |
| 12 de junio de 2015     | Zenica           | Bosnia y Herzegovina | Bandera de Bosnia y Herzegovina | 3 – 1     | Bandera de Israel               | Israel               |
| 12 de junio de 2015     | Cardiff          | Gales                | Bandera de Gales                | 1 – 0     | Bandera de Bélgica              | Bélgica              |
| 3 de septiembre de 2015 | Bruselas         | Bélgica              | Bandera de Bélgica              | 3 – 1     | Bandera de Bosnia y Herzegovina | Bosnia y Herzegovina |
| 3 de septiembre de 2015 | Nicosia          | Chipre               | Bandera de Chipre               | 0 – 1     | Bandera de Gales                | Gales                |
| 3 de septiembre de 2015 | Haifa            | Israel               | Bandera de Israel               | 4 – 0     | Bandera de Andorra              | Andorra              |
| 6 de septiembre de 2015 | Cardiff          | Gales                | Bandera de Gales                | 0 – 0     | Bandera de Israel               | Israel               |
| 6 de septiembre de 2015 | Zenica           | Bosnia y Herzegovina | Bandera de Bosnia y Herzegovina | 3 – 0     | Bandera de Andorra              | Andorra              |
| 6 de septiembre de 2015 | Nicosia          | Chipre               | Bandera de Chipre               | 0 – 1     | Bandera de Bélgica              | Bélgica              |
| 10 de octubre de 2015   | Andorra la Vieja | Andorra              | Bandera de Andorra              | 1 – 4     | Bandera de Bélgica              | Bélgica              |
| 10 de octubre de 2015   | Zenica           | Bosnia y Herzegovina | Bandera de Bosnia y Herzegovina | 2 – 0     | Bandera de Gales                | Gales                |
| 10 de octubre de 2015   | Jerusalén        | Israel               | Bandera de Israel               | 1 – 2     | Bandera de Chipre               | Chipre               |
| 13 de octubre de 2015   | Bruselas         | Bélgica              | Bandera de Bélgica              | 3 – 1     | Bandera de Israel               | Israel               |
| 13 de octubre de 2015   | Nicosia          | Chipre               | Bandera de Chipre               | 2 – 3     | Bandera de Bosnia y Herzegovina | Bosnia y Herzegovina |
| 13 de octubre de 2015   | Cardiff          | Gales                | Bandera de Gales                | 2 – 0     | Bandera de Andorra              | Andorra              |

### Grupo C
| Pos. | Equipo      | Pts. | PJ | G | E | P | GF | GC | Dif. | Clasificación |
| ---- | ----------- | ---- | -- | - | - | - | -- | -- | ---- | ------------- |
| 1    | España      | 27   | 10 | 9 | 0 | 1 | 23 | 3  | +20  | Eurocopa 2016 |
| 2    | Eslovaquia  | 22   | 10 | 7 | 1 | 2 | 17 | 8  | +9   | Eurocopa 2016 |
| 3    | Ucrania     | 19   | 10 | 6 | 1 | 3 | 14 | 4  | +10  | Play-offs     |
| 4    | Bielorrusia | 11   | 10 | 3 | 2 | 5 | 8  | 14 | −6   |               |
| 5    | Luxemburgo  | 4    | 10 | 1 | 1 | 8 | 6  | 27 | −21  |               |
| 6    | Macedonia   | 4    | 10 | 1 | 1 | 8 | 6  | 18 | −12  |               |

 Fuente: [cita requerida]
| Fecha                   | Lugar      | Local       |                                | Resultado |                                | Visitante   |
| ----------------------- | ---------- | ----------- | ------------------------------ | --------- | ------------------------------ | ----------- |
| 8 de septiembre de 2014 | Luxemburgo | Luxemburgo  | Bandera de Luxemburgo          | 1 – 1     | Bandera de Bielorrusia         | Bielorrusia |
| 8 de septiembre de 2014 | Valencia   | España      | Bandera de España              | 5 – 1     | Bandera de Macedonia del Norte | Macedonia   |
| 8 de septiembre de 2014 | Kiev       | Ucrania     | Bandera de Ucrania             | 0 – 1     | Bandera de Eslovaquia          | Eslovaquia  |
| 9 de octubre de 2014    | Borisov    | Bielorrusia | Bandera de Bielorrusia         | 0 – 2     | Bandera de Ucrania             | Ucrania     |
| 9 de octubre de 2014    | Skopie     | Macedonia   | Bandera de Macedonia del Norte | 3 – 2     | Bandera de Luxemburgo          | Luxemburgo  |
| 9 de octubre de 2014    | Žilina     | Eslovaquia  | Bandera de Eslovaquia          | 2 – 1     | Bandera de España              | España      |
| 12 de octubre de 2014   | Leópolis   | Ucrania     | Bandera de Ucrania             | 1 – 0     | Bandera de Macedonia del Norte | Macedonia   |
| 12 de octubre de 2014   | Borisov    | Bielorrusia | Bandera de Bielorrusia         | 1 – 3     | Bandera de Eslovaquia          | Eslovaquia  |
| 12 de octubre de 2014   | Luxemburgo | Luxemburgo  | Bandera de Luxemburgo          | 0 – 4     | Bandera de España              | España      |
| 15 de noviembre de 2014 | Luxemburgo | Luxemburgo  | Bandera de Luxemburgo          | 0 – 3     | Bandera de Ucrania             | Ucrania     |
| 15 de noviembre de 2014 | Skopie     | Macedonia   | Bandera de Macedonia del Norte | 0 – 2     | Bandera de Eslovaquia          | Eslovaquia  |
| 15 de noviembre de 2014 | Huelva     | España      | Bandera de España              | 3 – 0     | Bandera de Bielorrusia         | Bielorrusia |
| 27 de marzo de 2015     | Skopie     | Macedonia   | Bandera de Macedonia del Norte | 1 – 2     | Bandera de Bielorrusia         | Bielorrusia |
| 27 de marzo de 2015     | Žilina     | Eslovaquia  | Bandera de Eslovaquia          | 3 – 0     | Bandera de Luxemburgo          | Luxemburgo  |
| 27 de marzo de 2015     | Sevilla    | España      | Bandera de España              | 1 – 0     | Bandera de Ucrania             | Ucrania     |
| 14 de junio de 2015     | Leópolis   | Ucrania     | Bandera de Ucrania             | 3 – 0     | Bandera de Luxemburgo          | Luxemburgo  |
| 14 de junio de 2015     | Borisov    | Bielorrusia | Bandera de Bielorrusia         | 0 – 1     | Bandera de España              | España      |
| 14 de junio de 2015     | Žilina     | Eslovaquia  | Bandera de Eslovaquia          | 2 – 1     | Bandera de Macedonia del Norte | Macedonia   |
| 5 de septiembre de 2015 | Luxemburgo | Luxemburgo  | Bandera de Luxemburgo          | 1 – 0     | Bandera de Macedonia del Norte | Macedonia   |
| 5 de septiembre de 2015 | Leópolis   | Ucrania     | Bandera de Ucrania             | 3 – 1     | Bandera de Bielorrusia         | Bielorrusia |
| 5 de septiembre de 2015 | Oviedo     | España      | Bandera de España              | 2 – 0     | Bandera de Eslovaquia          | Eslovaquia  |
| 8 de septiembre de 2015 | Borisov    | Bielorrusia | Bandera de Bielorrusia         | 2 – 0     | Bandera de Luxemburgo          | Luxemburgo  |
| 8 de septiembre de 2015 | Skopie     | Macedonia   | Bandera de Macedonia del Norte | 0 – 1     | Bandera de España              | España      |
| 8 de septiembre de 2015 | Žilina     | Eslovaquia  | Bandera de Eslovaquia          | 0 – 0     | Bandera de Ucrania             | Ucrania     |
| 9 de octubre de 2015    | Skopie     | Macedonia   | Bandera de Macedonia del Norte | 0 – 2     | Bandera de Ucrania             | Ucrania     |
| 9 de octubre de 2015    | Žilina     | Eslovaquia  | Bandera de Eslovaquia          | 0 – 1     | Bandera de Bielorrusia         | Bielorrusia |
| 9 de octubre de 2015    | Logroño    | España      | Bandera de España              | 4 – 0     | Bandera de Luxemburgo          | Luxemburgo  |
| 12 de octubre de 2015   | Borisov    | Bielorrusia | Bandera de Bielorrusia         | 0 – 0     | Bandera de Macedonia del Norte | Macedonia   |
| 12 de octubre de 2015   | Luxemburgo | Luxemburgo  | Bandera de Luxemburgo          | 2 – 4     | Bandera de Eslovaquia          | Eslovaquia  |
| 12 de octubre de 2015   | Kiev       | Ucrania     | Bandera de Ucrania             | 0 – 1     | Bandera de España              | España      |

### Grupo D
| Pos. | Equipo    | Pts. | PJ | G | E | P  | GF | GC | Dif. | Clasificación |
| ---- | --------- | ---- | -- | - | - | -- | -- | -- | ---- | ------------- |
| 1    | Alemania  | 22   | 10 | 7 | 1 | 2  | 24 | 9  | +15  | Eurocopa 2016 |
| 2    | Polonia   | 21   | 10 | 6 | 3 | 1  | 33 | 10 | +23  | Eurocopa 2016 |
| 3    | Irlanda   | 18   | 10 | 5 | 3 | 2  | 19 | 7  | +12  | Play-offs     |
| 4    | Escocia   | 15   | 10 | 4 | 3 | 3  | 22 | 12 | +10  |               |
| 5    | Georgia   | 9    | 10 | 3 | 0 | 7  | 10 | 16 | −6   |               |
| 6    | Gibraltar | 0    | 10 | 0 | 0 | 10 | 2  | 56 | −54  |               |

 Fuente: [cita requerida]
| Fecha                   | Lugar           | Local     |                      | Resultado |                      | Visitante |
| ----------------------- | --------------- | --------- | -------------------- | --------- | -------------------- | --------- |
| 7 de septiembre de 2014 | Tiflis          | Georgia   | Bandera de Georgia   | 1 – 2     | Bandera de Irlanda   | Irlanda   |
| 7 de septiembre de 2014 | Dortmund        | Alemania  | Bandera de Alemania  | 2 – 1     | Bandera de Escocia   | Escocia   |
| 7 de septiembre de 2014 | Faro (Portugal) | Gibraltar | Bandera de Gibraltar | 0 – 7     | Bandera de Polonia   | Polonia   |
| 11 de octubre de 2014   | Dublín          | Irlanda   | Bandera de Irlanda   | 7 – 0     | Bandera de Gibraltar | Gibraltar |
| 11 de octubre de 2014   | Glasgow         | Escocia   | Bandera de Escocia   | 1 – 0     | Bandera de Georgia   | Georgia   |
| 11 de octubre de 2014   | Varsovia        | Polonia   | Bandera de Polonia   | 2 – 0     | Bandera de Alemania  | Alemania  |
| 14 de octubre de 2014   | Gelsenkirchen   | Alemania  | Bandera de Alemania  | 1 – 1     | Bandera de Irlanda   | Irlanda   |
| 14 de octubre de 2014   | Faro (Portugal) | Gibraltar | Bandera de Gibraltar | 0 – 3     | Bandera de Georgia   | Georgia   |
| 14 de octubre de 2014   | Varsovia        | Polonia   | Bandera de Polonia   | 2 – 2     | Bandera de Escocia   | Escocia   |
| 14 de noviembre de 2014 | Tiflis          | Georgia   | Bandera de Georgia   | 0 – 4     | Bandera de Polonia   | Polonia   |
| 14 de noviembre de 2014 | Núremberg       | Alemania  | Bandera de Alemania  | 4 – 0     | Bandera de Gibraltar | Gibraltar |
| 14 de noviembre de 2014 | Glasgow         | Escocia   | Bandera de Escocia   | 1 – 0     | Bandera de Irlanda   | Irlanda   |
| 29 de marzo de 2015     | Tiflis          | Georgia   | Bandera de Georgia   | 0 – 2     | Bandera de Alemania  | Alemania  |
| 29 de marzo de 2015     | Glasgow         | Escocia   | Bandera de Escocia   | 6 – 1     | Bandera de Gibraltar | Gibraltar |
| 29 de marzo de 2015     | Dublín          | Irlanda   | Bandera de Irlanda   | 1 – 1     | Bandera de Polonia   | Polonia   |
| 13 de junio de 2015     | Varsovia        | Polonia   | Bandera de Polonia   | 4 – 0     | Bandera de Georgia   | Georgia   |
| 13 de junio de 2015     | Dublín          | Irlanda   | Bandera de Irlanda   | 1 – 1     | Bandera de Escocia   | Escocia   |
| 13 de junio de 2015     | Faro (Portugal) | Gibraltar | Bandera de Gibraltar | 0 – 7     | Bandera de Alemania  | Alemania  |
| 4 de septiembre de 2015 | Tiflis          | Georgia   | Bandera de Georgia   | 1 – 0     | Bandera de Escocia   | Escocia   |
| 4 de septiembre de 2015 | Fráncfort       | Alemania  | Bandera de Alemania  | 3 – 1     | Bandera de Polonia   | Polonia   |
| 4 de septiembre de 2015 | Faro (Portugal) | Gibraltar | Bandera de Gibraltar | 0 – 4     | Bandera de Irlanda   | Irlanda   |
| 7 de septiembre de 2015 | Varsovia        | Polonia   | Bandera de Polonia   | 8 – 1     | Bandera de Gibraltar | Gibraltar |
| 7 de septiembre de 2015 | Dublín          | Irlanda   | Bandera de Irlanda   | 1 – 0     | Bandera de Georgia   | Georgia   |
| 7 de septiembre de 2015 | Glasgow         | Escocia   | Bandera de Escocia   | 2 – 3     | Bandera de Alemania  | Alemania  |
| 8 de octubre de 2015    | Tiflis          | Georgia   | Bandera de Georgia   | 4 – 0     | Bandera de Gibraltar | Gibraltar |
| 8 de octubre de 2015    | Dublín          | Irlanda   | Bandera de Irlanda   | 1 – 0     | Bandera de Alemania  | Alemania  |
| 8 de octubre de 2015    | Glasgow         | Escocia   | Bandera de Escocia   | 2 – 2     | Bandera de Polonia   | Polonia   |
| 11 de octubre de 2015   | Leipzig         | Alemania  | Bandera de Alemania  | 2 – 1     | Bandera de Georgia   | Georgia   |
| 11 de octubre de 2015   | Faro (Portugal) | Gibraltar | Bandera de Gibraltar | 0 – 6     | Bandera de Escocia   | Escocia   |
| 11 de octubre de 2015   | Varsovia        | Polonia   | Bandera de Polonia   | 2 – 1     | Bandera de Irlanda   | Irlanda   |

### Grupo E
| Pos. | Equipo     | Pts. | PJ | G  | E | P | GF | GC | Dif. | Clasificación |
| ---- | ---------- | ---- | -- | -- | - | - | -- | -- | ---- | ------------- |
| 1    | Inglaterra | 30   | 10 | 10 | 0 | 0 | 31 | 3  | +28  | Eurocopa 2016 |
| 2    | Suiza      | 21   | 10 | 7  | 0 | 3 | 24 | 8  | +16  | Eurocopa 2016 |
| 3    | Eslovenia  | 16   | 10 | 5  | 1 | 4 | 18 | 11 | +7   | Play-offs     |
| 4    | Estonia    | 10   | 10 | 3  | 1 | 6 | 4  | 9  | −5   |               |
| 5    | Lituania   | 10   | 10 | 3  | 1 | 6 | 7  | 18 | −11  |               |
| 6    | San Marino | 1    | 10 | 0  | 1 | 9 | 1  | 36 | −35  |               |

 Fuente: [cita requerida]
| Fecha                   | Lugar      | Local      |                       | Resultado |                       | Visitante  |
| ----------------------- | ---------- | ---------- | --------------------- | --------- | --------------------- | ---------- |
| 8 de septiembre de 2014 | Tallin     | Estonia    | Bandera de Estonia    | 1 – 0     | Bandera de Eslovenia  | Eslovenia  |
| 8 de septiembre de 2014 | Serravalle | San Marino | Bandera de San Marino | 0 – 2     | Bandera de Lituania   | Lituania   |
| 8 de septiembre de 2014 | Basilea    | Suiza      | Bandera de Suiza      | 0 – 2     | Bandera de Inglaterra | Inglaterra |
| 9 de octubre de 2014    | Londres    | Inglaterra | Bandera de Inglaterra | 5 – 0     | Bandera de San Marino | San Marino |
| 9 de octubre de 2014    | Vilna      | Lituania   | Bandera de Lituania   | 1 – 0     | Bandera de Estonia    | Estonia    |
| 9 de octubre de 2014    | Máribor    | Eslovenia  | Bandera de Eslovenia  | 1 – 0     | Bandera de Suiza      | Suiza      |
| 12 de octubre de 2014   | Tallin     | Estonia    | Bandera de Estonia    | 0 – 1     | Bandera de Inglaterra | Inglaterra |
| 12 de octubre de 2014   | Vilna      | Lituania   | Bandera de Lituania   | 0 – 2     | Bandera de Eslovenia  | Eslovenia  |
| 14 de octubre de 2014   | Serravalle | San Marino | Bandera de San Marino | 0 – 4     | Bandera de Suiza      | Suiza      |
| 15 de noviembre de 2014 | Londres    | Inglaterra | Bandera de Inglaterra | 3 – 1     | Bandera de Eslovenia  | Eslovenia  |
| 15 de noviembre de 2014 | Serravalle | San Marino | Bandera de San Marino | 0 – 0     | Bandera de Estonia    | Estonia    |
| 15 de noviembre de 2014 | San Galo   | Suiza      | Bandera de Suiza      | 4 – 0     | Bandera de Lituania   | Lituania   |
| 27 de marzo de 2015     | Londres    | Inglaterra | Bandera de Inglaterra | 4 – 0     | Bandera de Lituania   | Lituania   |
| 27 de marzo de 2015     | Liubliana  | Eslovenia  | Bandera de Eslovenia  | 6 – 0     | Bandera de San Marino | San Marino |
| 27 de marzo de 2015     | Lucerna    | Suiza      | Bandera de Suiza      | 3 – 0     | Bandera de Estonia    | Estonia    |
| 14 de junio de 2015     | Tallin     | Estonia    | Bandera de Estonia    | 2 – 0     | Bandera de San Marino | San Marino |
| 14 de junio de 2015     | Liubliana  | Eslovenia  | Bandera de Eslovenia  | 2 – 3     | Bandera de Inglaterra | Inglaterra |
| 14 de junio de 2015     | Vilna      | Lituania   | Bandera de Lituania   | 1 – 2     | Bandera de Suiza      | Suiza      |
| 5 de septiembre de 2015 | Tallin     | Estonia    | Bandera de Estonia    | 1 – 0     | Bandera de Lituania   | Lituania   |
| 5 de septiembre de 2015 | Serravalle | San Marino | Bandera de San Marino | 0 – 6     | Bandera de Inglaterra | Inglaterra |
| 5 de septiembre de 2015 | Basilea    | Suiza      | Bandera de Suiza      | 3 – 2     | Bandera de Eslovenia  | Eslovenia  |
| 8 de septiembre de 2015 | Londres    | Inglaterra | Bandera de Inglaterra | 2 – 0     | Bandera de Suiza      | Suiza      |
| 8 de septiembre de 2015 | Vilna      | Lituania   | Bandera de Lituania   | 2 – 1     | Bandera de San Marino | San Marino |
| 8 de septiembre de 2015 | Máribor    | Eslovenia  | Bandera de Eslovenia  | 1 – 0     | Bandera de Estonia    | Estonia    |
| 9 de octubre de 2015    | Londres    | Inglaterra | Bandera de Inglaterra | 2 – 0     | Bandera de Estonia    | Estonia    |
| 9 de octubre de 2015    | Liubliana  | Eslovenia  | Bandera de Eslovenia  | 1 – 1     | Bandera de Lituania   | Lituania   |
| 9 de octubre de 2015    | San Galo   | Suiza      | Bandera de Suiza      | 7 – 0     | Bandera de San Marino | San Marino |
| 12 de octubre de 2015   | Tallin     | Estonia    | Bandera de Estonia    | 0 – 1     | Bandera de Suiza      | Suiza      |
| 12 de octubre de 2015   | Vilna      | Lituania   | Bandera de Lituania   | 0 – 3     | Bandera de Inglaterra | Inglaterra |
| 12 de octubre de 2015   | Serravalle | San Marino | Bandera de San Marino | 0 – 2     | Bandera de Eslovenia  | Eslovenia  |

### Grupo F
| Pos. | Equipo            | Pts. | PJ | G | E | P | GF | GC | Dif. | Clasificación |
| ---- | ----------------- | ---- | -- | - | - | - | -- | -- | ---- | ------------- |
| 1    | Irlanda del Norte | 21   | 10 | 6 | 3 | 1 | 16 | 8  | +8   | Eurocopa 2016 |
| 2    | Rumania           | 20   | 10 | 5 | 5 | 0 | 11 | 2  | +9   | Eurocopa 2016 |
| 3    | Hungría           | 16   | 10 | 4 | 4 | 2 | 11 | 9  | +2   | Play-offs     |
| 4    | Finlandia         | 12   | 10 | 3 | 3 | 4 | 9  | 10 | −1   |               |
| 5    | Islas Feroe       | 6    | 10 | 2 | 0 | 8 | 6  | 17 | −11  |               |
| 6    | Grecia            | 6    | 10 | 1 | 3 | 6 | 7  | 14 | −7   |               |

 Fuente: [cita requerida]
| Fecha                   | Lugar    | Local             |                              | Resultado |                              | Visitante         |
| ----------------------- | -------- | ----------------- | ---------------------------- | --------- | ---------------------------- | ----------------- |
| 7 de septiembre de 2014 | Budapest | Hungría           | Bandera de Hungría           | 1 – 2     | Bandera de Irlanda del Norte | Irlanda del Norte |
| 7 de septiembre de 2014 | Tórshavn | Islas Feroe       | Bandera de Islas Feroe       | 1 – 3     | Bandera de Finlandia         | Finlandia         |
| 7 de septiembre de 2014 | El Pireo | Grecia            | Bandera de Grecia            | 0 – 1     | Bandera de Rumania           | Rumania           |
| 11 de octubre de 2014   | Bucarest | Rumania           | Bandera de Rumania           | 1 – 1     | Bandera de Hungría           | Hungría           |
| 11 de octubre de 2014   | Helsinki | Finlandia         | Bandera de Finlandia         | 1 – 1     | Bandera de Grecia            | Grecia            |
| 11 de octubre de 2014   | Belfast  | Irlanda del Norte | Bandera de Irlanda del Norte | 2 – 0     | Bandera de Islas Feroe       | Islas Feroe       |
| 14 de octubre de 2014   | Tórshavn | Islas Feroe       | Bandera de Islas Feroe       | 0 – 1     | Bandera de Hungría           | Hungría           |
| 14 de octubre de 2014   | Helsinki | Finlandia         | Bandera de Finlandia         | 0 – 2     | Bandera de Rumania           | Rumania           |
| 14 de octubre de 2014   | El Pireo | Grecia            | Bandera de Grecia            | 0 – 2     | Bandera de Irlanda del Norte | Irlanda del Norte |
| 14 de noviembre de 2014 | El Pireo | Grecia            | Bandera de Grecia            | 0 – 1     | Bandera de Islas Feroe       | Islas Feroe       |
| 14 de noviembre de 2014 | Budapest | Hungría           | Bandera de Hungría           | 1 – 0     | Bandera de Finlandia         | Finlandia         |
| 14 de noviembre de 2014 | Bucarest | Rumania           | Bandera de Rumania           | 2 – 0     | Bandera de Irlanda del Norte | Irlanda del Norte |
| 29 de marzo de 2015     | Belfast  | Irlanda del Norte | Bandera de Irlanda del Norte | 2 – 1     | Bandera de Finlandia         | Finlandia         |
| 29 de marzo de 2015     | Ploiești | Rumania           | Bandera de Rumania           | 1 – 0     | Bandera de Islas Feroe       | Islas Feroe       |
| 29 de marzo de 2015     | Budapest | Hungría           | Bandera de Hungría           | 0 – 0     | Bandera de Grecia            | Grecia            |
| 13 de junio de 2015     | Helsinki | Finlandia         | Bandera de Finlandia         | 0 – 1     | Bandera de Hungría           | Hungría           |
| 13 de junio de 2015     | Belfast  | Irlanda del Norte | Bandera de Irlanda del Norte | 0 – 0     | Bandera de Rumania           | Rumania           |
| 13 de junio de 2015     | Tórshavn | Islas Feroe       | Bandera de Islas Feroe       | 2 – 1     | Bandera de Grecia            | Grecia            |
| 4 de septiembre de 2015 | Tórshavn | Islas Feroe       | Bandera de Islas Feroe       | 1 – 3     | Bandera de Irlanda del Norte | Irlanda del Norte |
| 4 de septiembre de 2015 | El Pireo | Grecia            | Bandera de Grecia            | 0 – 1     | Bandera de Finlandia         | Finlandia         |
| 4 de septiembre de 2015 | Budapest | Hungría           | Bandera de Hungría           | 0 – 0     | Bandera de Rumania           | Rumania           |
| 7 de septiembre de 2015 | Helsinki | Finlandia         | Bandera de Finlandia         | 1 – 0     | Bandera de Islas Feroe       | Islas Feroe       |
| 7 de septiembre de 2015 | Belfast  | Irlanda del Norte | Bandera de Irlanda del Norte | 1 – 1     | Bandera de Hungría           | Hungría           |
| 7 de septiembre de 2015 | Bucarest | Rumania           | Bandera de Rumania           | 0 – 0     | Bandera de Grecia            | Grecia            |
| 8 de octubre de 2015    | Budapest | Hungría           | Bandera de Hungría           | 2 – 1     | Bandera de Islas Feroe       | Islas Feroe       |
| 8 de octubre de 2015    | Belfast  | Irlanda del Norte | Bandera de Irlanda del Norte | 3 – 1     | Bandera de Grecia            | Grecia            |
| 8 de octubre de 2015    | Bucarest | Rumania           | Bandera de Rumania           | 1 – 1     | Bandera de Finlandia         | Finlandia         |
| 11 de octubre de 2015   | Tórshavn | Islas Feroe       | Bandera de Islas Feroe       | 0 – 3     | Bandera de Rumania           | Rumania           |
| 11 de octubre de 2015   | Helsinki | Finlandia         | Bandera de Finlandia         | 1 – 1     | Bandera de Irlanda del Norte | Irlanda del Norte |
| 11 de octubre de 2015   | El Pireo | Grecia            | Bandera de Grecia            | 4 – 3     | Bandera de Hungría           | Hungría           |

### Grupo G
| Pos. | Equipo        | Pts. | PJ | G | E | P | GF | GC | Dif. | Clasificación |
| ---- | ------------- | ---- | -- | - | - | - | -- | -- | ---- | ------------- |
| 1    | Austria       | 28   | 10 | 9 | 1 | 0 | 22 | 5  | +17  | Eurocopa 2016 |
| 2    | Rusia         | 20   | 10 | 6 | 2 | 2 | 21 | 5  | +16  | Eurocopa 2016 |
| 3    | Suecia        | 18   | 10 | 5 | 3 | 2 | 15 | 9  | +6   | Play-offs     |
| 4    | Montenegro    | 11   | 10 | 3 | 2 | 5 | 10 | 13 | −3   |               |
| 5    | Liechtenstein | 5    | 10 | 1 | 2 | 7 | 2  | 26 | −24  |               |
| 6    | Moldavia      | 2    | 10 | 0 | 2 | 8 | 4  | 16 | −12  |               |

 Fuente: [cita requerida]
| Fecha                   | Lugar     | Local         |                          | Resultado |                          | Visitante     |
| ----------------------- | --------- | ------------- | ------------------------ | --------- | ------------------------ | ------------- |
| 8 de septiembre de 2014 | Jimki     | Rusia         | Bandera de Rusia         | 4 – 0     | Bandera de Liechtenstein | Liechtenstein |
| 8 de septiembre de 2014 | Viena     | Austria       | Bandera de Austria       | 1 – 1     | Bandera de Suecia        | Suecia        |
| 8 de septiembre de 2014 | Podgorica | Montenegro    | Bandera de Montenegro    | 2 – 0     | Bandera de Moldavia      | Moldavia      |
| 9 de octubre de 2014    | Vaduz     | Liechtenstein | Bandera de Liechtenstein | 0 – 0     | Bandera de Montenegro    | Montenegro    |
| 9 de octubre de 2014    | Chisináu  | Moldavia      | Bandera de Moldavia      | 1 – 2     | Bandera de Austria       | Austria       |
| 9 de octubre de 2014    | Estocolmo | Suecia        | Bandera de Suecia        | 1 – 1     | Bandera de Rusia         | Rusia         |
| 12 de octubre de 2014   | Viena     | Austria       | Bandera de Austria       | 1 – 0     | Bandera de Montenegro    | Montenegro    |
| 12 de octubre de 2014   | Moscú     | Rusia         | Bandera de Rusia         | 1 – 1     | Bandera de Moldavia      | Moldavia      |
| 12 de octubre de 2014   | Estocolmo | Suecia        | Bandera de Suecia        | 2 – 0     | Bandera de Liechtenstein | Liechtenstein |
| 15 de noviembre de 2014 | Viena     | Austria       | Bandera de Austria       | 1 – 0     | Bandera de Rusia         | Rusia         |
| 15 de noviembre de 2014 | Chisináu  | Moldavia      | Bandera de Moldavia      | 0 – 1     | Bandera de Liechtenstein | Liechtenstein |
| 15 de noviembre de 2014 | Podgorica | Montenegro    | Bandera de Montenegro    | 1 – 1     | Bandera de Suecia        | Suecia        |
| 27 de marzo de 2015     | Vaduz     | Liechtenstein | Bandera de Liechtenstein | 0 – 5     | Bandera de Austria       | Austria       |
| 27 de marzo de 2015     | Chisináu  | Moldavia      | Bandera de Moldavia      | 0 – 2     | Bandera de Suecia        | Suecia        |
| 27 de marzo de 2015     | Podgorica | Montenegro    | Bandera de Montenegro    | 0 – 3     | Bandera de Rusia         | Rusia         |
| 14 de junio de 2015     | Vaduz     | Liechtenstein | Bandera de Liechtenstein | 1 – 1     | Bandera de Moldavia      | Moldavia      |
| 14 de junio de 2015     | Moscú     | Rusia         | Bandera de Rusia         | 0 – 1     | Bandera de Austria       | Austria       |
| 14 de junio de 2015     | Estocolmo | Suecia        | Bandera de Suecia        | 3 – 1     | Bandera de Montenegro    | Montenegro    |
| 5 de septiembre de 2015 | Moscú     | Rusia         | Bandera de Rusia         | 1 – 0     | Bandera de Suecia        | Suecia        |
| 5 de septiembre de 2015 | Viena     | Austria       | Bandera de Austria       | 1 – 0     | Bandera de Moldavia      | Moldavia      |
| 5 de septiembre de 2015 | Podgorica | Montenegro    | Bandera de Montenegro    | 2 – 0     | Bandera de Liechtenstein | Liechtenstein |
| 8 de septiembre de 2015 | Vaduz     | Liechtenstein | Bandera de Liechtenstein | 0 – 7     | Bandera de Rusia         | Rusia         |
| 8 de septiembre de 2015 | Chisináu  | Moldavia      | Bandera de Moldavia      | 0 – 2     | Bandera de Montenegro    | Montenegro    |
| 8 de septiembre de 2015 | Estocolmo | Suecia        | Bandera de Suecia        | 1 – 4     | Bandera de Austria       | Austria       |
| 9 de octubre de 2015    | Vaduz     | Liechtenstein | Bandera de Liechtenstein | 0 – 2     | Bandera de Suecia        | Suecia        |
| 9 de octubre de 2015    | Chisináu  | Moldavia      | Bandera de Moldavia      | 1 – 2     | Bandera de Rusia         | Rusia         |
| 9 de octubre de 2015    | Podgorica | Montenegro    | Bandera de Montenegro    | 2 – 3     | Bandera de Austria       | Austria       |
| 12 de octubre de 2015   | Viena     | Austria       | Bandera de Austria       | 3 – 0     | Bandera de Liechtenstein | Liechtenstein |
| 12 de octubre de 2015   | Moscú     | Rusia         | Bandera de Rusia         | 2 – 0     | Bandera de Montenegro    | Montenegro    |
| 12 de octubre de 2015   | Estocolmo | Suecia        | Bandera de Suecia        | 2 – 0     | Bandera de Moldavia      | Moldavia      |

### Grupo H
| Pos. | Equipo     | Pts. | PJ | G | E | P | GF | GC | Dif. | Clasificación |
| ---- | ---------- | ---- | -- | - | - | - | -- | -- | ---- | ------------- |
| 1    | Italia     | 24   | 10 | 7 | 3 | 0 | 16 | 7  | +9   | Eurocopa 2016 |
| 2    | Croacia    | 20   | 10 | 6 | 3 | 1 | 20 | 5  | +15  | Eurocopa 2016 |
| 3    | Noruega    | 19   | 10 | 6 | 1 | 3 | 13 | 10 | +3   | Play-offs     |
| 4    | Bulgaria   | 11   | 10 | 3 | 2 | 5 | 9  | 12 | −3   |               |
| 5    | Azerbaiyán | 6    | 10 | 1 | 3 | 6 | 7  | 18 | −11  |               |
| 6    | Malta      | 2    | 10 | 0 | 2 | 8 | 3  | 16 | −13  |               |

 Fuente: [cita requerida]
Notas:
1. ↑  La selección de Croacia fue sancionada por el Comité de Ética y Disciplina de la UEFA con la reducción de un punto por cargos de "comportamiento racista" en el partido que jugó contra Italia el 12 de junio de 2015. En aquel partido, se apreció en el césped del Estadio Poljud de Split una cruz esvástica, considerada un símbolo nazi.[19][20] La Federación Croata de Fútbol (HNS) apeló esta decisión pero el Comité de Apelación de la UEFA desestimó este recurso y confirmó la reducción de un punto.[21]

| Fecha                   | Lugar     | Local      |                       | Resultado |                       | Visitante  |
| ----------------------- | --------- | ---------- | --------------------- | --------- | --------------------- | ---------- |
| 9 de septiembre de 2014 | Bakú      | Azerbaiyán | Bandera de Azerbaiyán | 1 – 2     | Bandera de Bulgaria   | Bulgaria   |
| 9 de septiembre de 2014 | Zagreb    | Croacia    | Bandera de Croacia    | 2 – 0     | Bandera de Malta      | Malta      |
| 9 de septiembre de 2014 | Oslo      | Noruega    | Bandera de Noruega    | 0 – 2     | Bandera de Italia     | Italia     |
| 10 de octubre de 2014   | Sofía     | Bulgaria   | Bandera de Bulgaria   | 0 – 1     | Bandera de Croacia    | Croacia    |
| 10 de octubre de 2014   | Palermo   | Italia     | Bandera de Italia     | 2 – 1     | Bandera de Azerbaiyán | Azerbaiyán |
| 10 de octubre de 2014   | Ta' Qali  | Malta      | Bandera de Malta      | 0 – 3     | Bandera de Noruega    | Noruega    |
| 13 de octubre de 2014   | Osijek    | Croacia    | Bandera de Croacia    | 6 – 0     | Bandera de Azerbaiyán | Azerbaiyán |
| 13 de octubre de 2014   | Ta' Qali  | Malta      | Bandera de Malta      | 0 – 1     | Bandera de Italia     | Italia     |
| 13 de octubre de 2014   | Oslo      | Noruega    | Bandera de Noruega    | 2 – 1     | Bandera de Bulgaria   | Bulgaria   |
| 16 de noviembre de 2014 | Bakú      | Azerbaiyán | Bandera de Azerbaiyán | 0 – 1     | Bandera de Noruega    | Noruega    |
| 16 de noviembre de 2014 | Sofía     | Bulgaria   | Bandera de Bulgaria   | 1 – 1     | Bandera de Malta      | Malta      |
| 16 de noviembre de 2014 | Milán     | Italia     | Bandera de Italia     | 1 – 1     | Bandera de Croacia    | Croacia    |
| 28 de marzo de 2015     | Bakú      | Azerbaiyán | Bandera de Azerbaiyán | 2 – 0     | Bandera de Malta      | Malta      |
| 28 de marzo de 2015     | Zagreb    | Croacia    | Bandera de Croacia    | 5 – 1     | Bandera de Noruega    | Noruega    |
| 28 de marzo de 2015     | Sofía     | Bulgaria   | Bandera de Bulgaria   | 2 – 2     | Bandera de Italia     | Italia     |
| 12 de junio de 2015     | Split     | Croacia    | Bandera de Croacia    | 1 – 1     | Bandera de Italia     | Italia     |
| 12 de junio de 2015     | Ta' Qali  | Malta      | Bandera de Malta      | 0 – 1     | Bandera de Bulgaria   | Bulgaria   |
| 12 de junio de 2015     | Oslo      | Noruega    | Bandera de Noruega    | 0 – 0     | Bandera de Azerbaiyán | Azerbaiyán |
| 3 de septiembre de 2015 | Bakú      | Azerbaiyán | Bandera de Azerbaiyán | 0 – 0     | Bandera de Croacia    | Croacia    |
| 3 de septiembre de 2015 | Sofía     | Bulgaria   | Bandera de Bulgaria   | 0 – 1     | Bandera de Noruega    | Noruega    |
| 3 de septiembre de 2015 | Florencia | Italia     | Bandera de Italia     | 1 – 0     | Bandera de Malta      | Malta      |
| 6 de septiembre de 2015 | Ta' Qali  | Malta      | Bandera de Malta      | 2 – 2     | Bandera de Azerbaiyán | Azerbaiyán |
| 6 de septiembre de 2015 | Oslo      | Noruega    | Bandera de Noruega    | 2 – 0     | Bandera de Croacia    | Croacia    |
| 6 de septiembre de 2015 | Palermo   | Italia     | Bandera de Italia     | 1 – 0     | Bandera de Bulgaria   | Bulgaria   |
| 10 de octubre de 2015   | Bakú      | Azerbaiyán | Bandera de Azerbaiyán | 1 – 3     | Bandera de Italia     | Italia     |
| 10 de octubre de 2015   | Oslo      | Noruega    | Bandera de Noruega    | 2 – 0     | Bandera de Malta      | Malta      |
| 10 de octubre de 2015   | Zagreb    | Croacia    | Bandera de Croacia    | 3 – 0     | Bandera de Bulgaria   | Bulgaria   |
| 13 de octubre de 2015   | Sofía     | Bulgaria   | Bandera de Bulgaria   | 2 – 0     | Bandera de Azerbaiyán | Azerbaiyán |
| 13 de octubre de 2015   | Roma      | Italia     | Bandera de Italia     | 2 – 1     | Bandera de Noruega    | Noruega    |
| 13 de octubre de 2015   | Ta' Qali  | Malta      | Bandera de Malta      | 0 – 1     | Bandera de Croacia    | Croacia    |

### Grupo I
| Pos. | Equipo    | Pts. | PJ | G | E | P | GF | GC | Dif. | Clasificación |
| ---- | --------- | ---- | -- | - | - | - | -- | -- | ---- | ------------- |
| 1    | Portugal  | 21   | 8  | 7 | 0 | 1 | 11 | 5  | +6   | Eurocopa 2016 |
| 2    | Albania   | 14   | 8  | 4 | 2 | 2 | 10 | 5  | +5   | Eurocopa 2016 |
| 3    | Dinamarca | 12   | 8  | 3 | 3 | 2 | 8  | 5  | +3   | Play-offs     |
| 4    | Serbia    | 4    | 8  | 2 | 1 | 5 | 8  | 13 | −5   |               |
| 5    | Armenia   | 2    | 8  | 0 | 2 | 6 | 5  | 14 | −9   |               |

 Fuente: [cita requerida]
Notas:
1. 1 2  Después de los incidentes ocurridos en el partido entre Serbia y Albania la UEFA decidió otorgar la victoria a Albania con un marcador de 3-0 y le restó tres puntos a Serbia por los hechos en que participaron sus jugadores.[22] Tras las apelaciones presentadas por las federaciones de Serbia y de Albania ante el Tribunal Arbitral del Deporte (TAS) este organismo decidió mantener la reducción de tres puntos a Serbia y le otorgó el triunfo a Albania con un marcador de 3-0.[23]

| Fecha                   | Lugar      | Local     |                      | Resultado |                      | Visitante |
| ----------------------- | ---------- | --------- | -------------------- | --------- | -------------------- | --------- |
| 7 de septiembre de 2014 | Copenhague | Dinamarca | Bandera de Dinamarca | 2 – 1     | Bandera de Armenia   | Armenia   |
| 7 de septiembre de 2014 | Aveiro     | Portugal  | Bandera de Portugal  | 0 – 1     | Bandera de Albania   | Albania   |
| 11 de octubre de 2014   | Ereván     | Armenia   | Bandera de Armenia   | 1 – 1     | Bandera de Serbia    | Serbia    |
| 11 de octubre de 2014   | Elbasan    | Albania   | Bandera de Albania   | 1 – 1     | Bandera de Dinamarca | Dinamarca |
| 14 de octubre de 2014   | Copenhague | Dinamarca | Bandera de Dinamarca | 0 – 1     | Bandera de Portugal  | Portugal  |
| 14 de octubre de 2014   | Belgrado   | Serbia    | Bandera de Serbia    | 0 – 3     | Bandera de Albania   | Albania   |
| 14 de noviembre de 2014 | Faro       | Portugal  | Bandera de Portugal  | 1 – 0     | Bandera de Armenia   | Armenia   |
| 14 de noviembre de 2014 | Belgrado   | Serbia    | Bandera de Serbia    | 1 – 3     | Bandera de Dinamarca | Dinamarca |
| 29 de marzo de 2015     | Elbasan    | Albania   | Bandera de Albania   | 2 – 1     | Bandera de Armenia   | Armenia   |
| 29 de marzo de 2015     | Lisboa     | Portugal  | Bandera de Portugal  | 2 – 1     | Bandera de Serbia    | Serbia    |
| 13 de junio de 2015     | Ereván     | Armenia   | Bandera de Armenia   | 2 – 3     | Bandera de Portugal  | Portugal  |
| 13 de junio de 2015     | Copenhague | Dinamarca | Bandera de Dinamarca | 2 – 0     | Bandera de Serbia    | Serbia    |
| 4 de septiembre de 2015 | Copenhague | Dinamarca | Bandera de Dinamarca | 0 – 0     | Bandera de Albania   | Albania   |
| 4 de septiembre de 2015 | Novi Sad   | Serbia    | Bandera de Serbia    | 2 – 0     | Bandera de Armenia   | Armenia   |
| 7 de septiembre de 2015 | Ereván     | Armenia   | Bandera de Armenia   | 0 – 0     | Bandera de Dinamarca | Dinamarca |
| 7 de septiembre de 2015 | Elbasan    | Albania   | Bandera de Albania   | 0 – 1     | Bandera de Portugal  | Portugal  |
| 8 de octubre de 2015    | Elbasan    | Albania   | Bandera de Albania   | 0 – 2     | Bandera de Serbia    | Serbia    |
| 8 de octubre de 2015    | Braga      | Portugal  | Bandera de Portugal  | 1 – 0     | Bandera de Dinamarca | Dinamarca |
| 11 de octubre de 2015   | Ereván     | Armenia   | Bandera de Armenia   | 0 – 3     | Bandera de Albania   | Albania   |
| 11 de octubre de 2015   | Belgrado   | Serbia    | Bandera de Serbia    | 1 – 2     | Bandera de Portugal  | Portugal  |

### Mejor tercero
De acuerdo con el reglamento del torneo, para elaborar la tabla de los mejores terceros se eliminan los resultados que estos equipos hayan obtenido contra el último clasificado de su respectivo grupo, con excepción del tercero del grupo I ya que este grupo está conformado solo por 5 equipos. Este procedimiento se realiza con el fin de equiparar el número de partidos jugados por el tercero del grupo I, que solo disputó ocho partidos en comparación a los diez que jugaron los terceros de los demás grupos. El mejor de los terceros se clasifica directamente para la Eurocopa 2016 y los ocho restantes avanzan a la ronda de play-offs.
| Pos. | Grp. | Equipo               | Pts. | PJ | G | E | P | GF | GC | Dif. | Clasificación |
| ---- | ---- | -------------------- | ---- | -- | - | - | - | -- | -- | ---- | ------------- |
| 1    | A    | Turquía              | 16   | 8  | 5 | 1 | 2 | 12 | 7  | +5   | Eurocopa 2016 |
| 2    | F    | Hungría              | 15   | 8  | 4 | 3 | 1 | 8  | 5  | +3   | Play-offs     |
| 3    | C    | Ucrania              | 13   | 8  | 4 | 1 | 3 | 11 | 4  | +7   | Play-offs     |
| 4    | H    | Noruega              | 13   | 8  | 4 | 1 | 3 | 8  | 10 | −2   | Play-offs     |
| 5    | I    | Dinamarca            | 12   | 8  | 3 | 3 | 2 | 8  | 5  | +3   | Play-offs     |
| 6    | G    | Suecia               | 12   | 8  | 3 | 3 | 2 | 11 | 9  | +2   | Play-offs     |
| 7    | D    | Irlanda              | 12   | 8  | 3 | 3 | 2 | 8  | 7  | +1   | Play-offs     |
| 8    | B    | Bosnia y Herzegovina | 11   | 8  | 3 | 2 | 3 | 11 | 12 | −1   | Play-offs     |
| 9    | E    | Eslovenia            | 10   | 8  | 3 | 1 | 4 | 10 | 11 | −1   | Play-offs     |

## Fase de play-offs
Ocho selecciones, divididas en cuatro series de dos equipos, participaron en los play-offs. Los emparejamientos quedaron definidos mediante un sorteo que se llevó a cabo el 18 de octubre de 2015 en Nyon, Suiza.
| Fecha                   | Lugar      | Local                |                                 | Resultado |                                 | Visitante            |
| ----------------------- | ---------- | -------------------- | ------------------------------- | --------- | ------------------------------- | -------------------- |
| 14 de noviembre de 2015 | Leópolis   | Ucrania              | Bandera de Ucrania              | 2 – 0     | Bandera de Eslovenia            | Eslovenia            |
| 17 de noviembre de 2015 | Máribor    | Eslovenia            | Bandera de Eslovenia            | 1 – 1     | Bandera de Ucrania              | Ucrania              |
| 14 de noviembre de 2015 | Estocolmo  | Suecia               | Bandera de Suecia               | 2 – 1     | Bandera de Dinamarca            | Dinamarca            |
| 17 de noviembre de 2015 | Copenhague | Dinamarca            | Bandera de Dinamarca            | 2 – 2     | Bandera de Suecia               | Suecia               |
| 13 de noviembre de 2015 | Zenica     | Bosnia y Herzegovina | Bandera de Bosnia y Herzegovina | 1 – 1     | Bandera de Irlanda              | Irlanda              |
| 16 de noviembre de 2015 | Dublín     | Irlanda              | Bandera de Irlanda              | 2 – 0     | Bandera de Bosnia y Herzegovina | Bosnia y Herzegovina |
| 12 de noviembre de 2015 | Oslo       | Noruega              | Bandera de Noruega              | 0 – 1     | Bandera de Hungría              | Hungría              |
| 15 de noviembre de 2015 | Budapest   | Hungría              | Bandera de Hungría              | 2 – 1     | Bandera de Noruega              | Noruega              |

## Goleadores

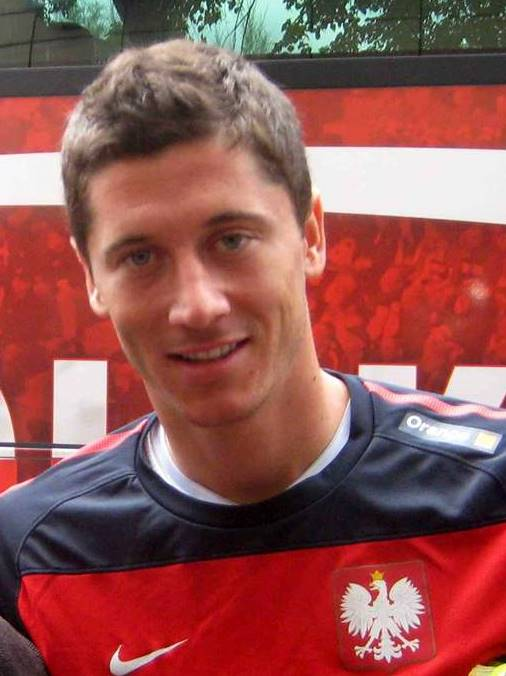
Robert Lewandowski, goleador del torneo

El polaco Robert Lewandowski anotó 13 goles en la clasificación para la Eurocopa 2016 y de esta manera igualó al norirlandés David Healy como el máximo goleador en una sola fase de clasificación para la UEFA Euro. Healy también marcó 13 goles en la clasificación para la Eurocopa 2008
| Robert Lewandowski |

| Robert Lewandowski |

| Zlatan Ibrahimović |

| Zlatan Ibrahimović |

| Thomas Müller |

| Thomas Müller |

| Edin Džeko |

| Artiom Dziuba |

| Edin Džeko |

| Artiom Dziuba |

| Marc Janko      |
| Steven Fletcher |

| Gareth Bale  |
| Wayne Rooney |

| Kyle Lafferty |

| Marc Janko      |
| Steven Fletcher |

| Gareth Bale  |
| Wayne Rooney |

| Kyle Lafferty |

| Ivan Perišić       |
| Milivoje Novakovič |

| Danny Welbeck    |
| Gylfi Sigurðsson |

| Arkadiusz Milik |

| Andriy Yarmolenko |

| Ivan Perišić       |
| Milivoje Novakovič |

| Danny Welbeck    |
| Gylfi Sigurðsson |

| Arkadiusz Milik |

| Andriy Yarmolenko |

| Kevin De Bruyne |
| Eden Hazard     |
| Robbie Keane    |

| Jonathan Walters |
| Shaun Maloney    |
| Marek Hamšík     |

| Paco Alcácer |
| Omer Damari  |

| Klaas-Jan Huntelaar |
| Cristiano Ronaldo   |

| Kevin De Bruyne |
| Eden Hazard     |
| Robbie Keane    |

| Jonathan Walters |
| Shaun Maloney    |
| Marek Hamšík     |

| Paco Alcácer |
| Omer Damari  |

| Klaas-Jan Huntelaar |
| Cristiano Ronaldo   |

| David Alaba       |
| Marouane Fellaini |

| Nestoras Mytidis |
| Kamil Grosicki   |

| Bořek Dočkal    |
| Xherdan Shaqiri |

| Burak Yılmaz |

| David Alaba       |
| Marouane Fellaini |

| Nestoras Mytidis |
| Kamil Grosicki   |

| Bořek Dočkal    |
| Xherdan Shaqiri |

| Burak Yılmaz |

| Mario Götze        |
| Max Kruse          |
| André Schürrle     |
| Marko Arnautović   |
| Martin Harnik      |
| Dimitris Christofi |
| George Efrem       |
| Harry Kane         |
| Theo Walcott       |

| Josip Drmić      |
| Haris Seferović  |
| Ildefons Lima    |
| Dimitrij Nazarov |
| Dries Mertens    |
| Steven Naismith  |
| Adam Nemec       |
| Boštjan Cesar    |

| David Silva         |
| Joel Pohjanpalo     |
| Gareth McAuley      |
| Shane Long          |
| Kolbeinn Sigþórsson |
| Tomer Hemed         |
| Graziano Pellè      |
| Yuri Logvinenko     |

| Valerijs Šabala   |
| Alexander Tettey  |
| Robin van Persie  |
| Aleksandr Kokorin |
| Zoran Tošić       |
| Erkan Zengin      |
| Selçuk İnan       |
| Artem Kravets     |

| Mario Götze        |
| Max Kruse          |
| André Schürrle     |
| Marko Arnautović   |
| Martin Harnik      |
| Dimitris Christofi |
| George Efrem       |
| Harry Kane         |
| Theo Walcott       |

| Josip Drmić      |
| Haris Seferović  |
| Ildefons Lima    |
| Dimitrij Nazarov |
| Dries Mertens    |
| Steven Naismith  |
| Adam Nemec       |
| Boštjan Cesar    |

| David Silva         |
| Joel Pohjanpalo     |
| Gareth McAuley      |
| Shane Long          |
| Kolbeinn Sigþórsson |
| Tomer Hemed         |
| Graziano Pellè      |
| Yuri Logvinenko     |

| Valerijs Šabala   |
| Alexander Tettey  |
| Robin van Persie  |
| Aleksandr Kokorin |
| Zoran Tošić       |
| Erkan Zengin      |
| Selçuk İnan       |
| Artem Kravets     |

| Stanislav Dragun   |
| Mikhail Gordeichuk |
| Timofei Kalachev   |
| Sergey Kornilenko  |
| Milan Djurić       |
| Vedad Ibišević     |
| Haris Medunjanin   |
| Edin Višća         |
| Marcelo Brozović   |
| Andrej Kramarić    |
| Luka Modrić        |
| Sergio Busquets    |
| Santi Cazorla      |
| Pedro Rodríguez    |
| Ross Barkley       |
| Raheem Sterling    |
| Jack Wilshere      |
| Tal Ben Haim II    |
| Nir Bitton         |

| Eran Zahavi        |
| Antonio Candreva   |
| Giorgio Chiellini  |
| Éder               |
| Fatos Bećiraj      |
| Stevan Jovetić     |
| Mirko Vučinić      |
| Pavel Kadeřábek    |
| Václav Pilař       |
| Milan Škoda        |
| Constantin Budescu |
| Paul Papp          |
| Bogdan Stancu      |
| Yevhen Konoplyanka |
| Yevhen Seleznyov   |
| Serhiy Sydorchuk   |
| Zlatko Junuzovic   |
| Rubin Okotie       |
| Ilijan Micanski    |

| Ivelin Popov        |
| Nicklas Bendtner    |
| Yussuf Poulsen      |
| Juraj Kucka         |
| Róbert Mak          |
| Jaba Kankava        |
| Tornike Okriashvili |
| Daniel Böde         |
| Tamás Priskin       |
| James McClean       |
| Aiden McGeady       |
| Birkir Bjarnason    |
| Aron Gunnarsson     |
| Fedor Černych       |
| Arvydas Novikovas   |
| Arjen Robben        |
| Georginio Wijnaldum |
| Grzegorz Krychowiak |
| Sebastian Mila      |

| İlkay Gündoğan        |
| Rahid Amirguliev      |
| Radja Nainggolan      |
| Nejc Pečnik           |
| Sergei Zeniov         |
| Riku Riski            |
| Steven Davis          |
| Joan Edmundsson       |
| Aaron Ramsey          |
| Islambek Kuat         |
| Lars Gerson           |
| Aleksandar Trajkovski |
| Joshua King           |
| João Moutinho         |
| Adem Ljajić           |
| Marcus Berg           |
| Fabian Schär          |
| Arda Turan            |

| Stanislav Dragun   |
| Mikhail Gordeichuk |
| Timofei Kalachev   |
| Sergey Kornilenko  |
| Milan Djurić       |
| Vedad Ibišević     |
| Haris Medunjanin   |
| Edin Višća         |
| Marcelo Brozović   |
| Andrej Kramarić    |
| Luka Modrić        |
| Sergio Busquets    |
| Santi Cazorla      |
| Pedro Rodríguez    |
| Ross Barkley       |
| Raheem Sterling    |
| Jack Wilshere      |
| Tal Ben Haim II    |
| Nir Bitton         |

| Eran Zahavi        |
| Antonio Candreva   |
| Giorgio Chiellini  |
| Éder               |
| Fatos Bećiraj      |
| Stevan Jovetić     |
| Mirko Vučinić      |
| Pavel Kadeřábek    |
| Václav Pilař       |
| Milan Škoda        |
| Constantin Budescu |
| Paul Papp          |
| Bogdan Stancu      |
| Yevhen Konoplyanka |
| Yevhen Seleznyov   |
| Serhiy Sydorchuk   |
| Zlatko Junuzovic   |
| Rubin Okotie       |
| Ilijan Micanski    |

| Ivelin Popov        |
| Nicklas Bendtner    |
| Yussuf Poulsen      |
| Juraj Kucka         |
| Róbert Mak          |
| Jaba Kankava        |
| Tornike Okriashvili |
| Daniel Böde         |
| Tamás Priskin       |
| James McClean       |
| Aiden McGeady       |
| Birkir Bjarnason    |
| Aron Gunnarsson     |
| Fedor Černych       |
| Arvydas Novikovas   |
| Arjen Robben        |
| Georginio Wijnaldum |
| Grzegorz Krychowiak |
| Sebastian Mila      |

| İlkay Gündoğan        |
| Rahid Amirguliev      |
| Radja Nainggolan      |
| Nejc Pečnik           |
| Sergei Zeniov         |
| Riku Riski            |
| Steven Davis          |
| Joan Edmundsson       |
| Aaron Ramsey          |
| Islambek Kuat         |
| Lars Gerson           |
| Aleksandar Trajkovski |
| Joshua King           |
| João Moutinho         |
| Adem Ljajić           |
| Marcus Berg           |
| Fabian Schär          |
| Arda Turan            |

| Eren Derdiyok             |
| Johan Djourou             |
| Blerim Dzemaili           |
| Breel Embolo              |
| Gökhan Inler              |
| Pajtim Kasami             |
| Michael Lang              |
| Admir Mehmedi             |
| Valentin Stocker          |
| Granit Xhaka              |
| Jordi Alba                |
| Juan Bernat               |
| Diego Costa               |
| Andrés Iniesta            |
| Mario Gaspar              |
| Álvaro Morata             |
| Sergio Ramos              |
| Isco                      |
| Balázs Dzsudzsák          |
| Zoltan Gera               |
| Richard Guzmics           |
| Laszlo Kleinheisler       |
| Gergo Lovrecsics          |
| Krisztián Németh          |
| Zoltan Stieber            |
| Ádám Szalai               |
| Jo Inge Berget            |
| Mats Møller Daehli        |
| Tarik Elyounoussi         |
| Vegard Forren             |
| Markus Henriksen          |
| Håvard Nielsen            |
| Havard Nordtveit          |
| Alexander Søderlund       |
| Pierre Højbjerg           |
| Nicolai Jørgensen         |
| Thomas Kahlenberg         |
| Simon Kjær                |
| Jakob Poulsen             |
| Jannik Vestergaard        |
| Lasse Vibe                |
| Robert Berić              |
| Branko Ilič               |
| Josip Iličić              |
| Kevin Kampl               |
| Dejan Lazarevič           |
| Andraž Struna             |
| Valter Birsa              |
| Christos Aravidis         |
| Nikolaos Karelis          |
| Panagiotis Kone           |
| Kostas Mitroglou          |
| Sokratis Papastathopoulos |
| Konstantinos Stafylidis   |

| Panagiotis Tachtsidis      |
| Vladimir Darida            |
| Ladislav Krejčí            |
| David Lafata               |
| David Limberský            |
| Tomáš Necid                |
| Tomáš Sivok                |
| Josef Šural                |
| Bekim Balaj                |
| Shkëlzen Gashi             |
| Ermir Lenjani              |
| Mergim Mavraj              |
| Armando Sadiku             |
| Berat Xhimshiti            |
| Konstantinos Charalambides |
| Marios Demetriou           |
| Dossa Júnior               |
| Vincent Laban              |
| Konstantinos Makridis      |
| Giorgos Merkis             |
| Nikola Kalinić             |
| Mario Mandžukić            |
| Ivica Olić                 |
| Ivan Rakitić               |
| Danijel Pranjić            |
| Gordon Schildenfeld        |
| Leonardo Bonucci           |
| Daniele De Rossi           |
| Matteo Darmian             |
| Stephan El Shaarawy        |
| Alessandro Florenzi        |
| Simone Zaza                |
| Jakub Błaszczykowski       |
| Kamil Glik                 |
| Bartosz Kapustka           |
| Krzysztof Mączyński        |
| Sławomir Peszko            |
| Łukasz Szukała             |
| Michy Batshuayi            |
| Christian Benteke          |
| Nacer Chadli               |
| Laurent Depoitre           |
| Divock Origi               |
| Mihail Aleksandrov         |
| Nikolay Bodurov            |
| Andrej Galabinov           |
| Ventsislav Hristov         |
| Dimitar Rangelov           |
| Peter Pekarik              |
| Kornel Saláta              |
| Stanislav Šesták           |
| Miroslav Stoch             |
| Vladimír Weiss             |
| Ibrahim Afellay            |

| Jeffrey Bruma       |
| Stefan de Vrij      |
| Luciano Narsingh    |
| Wesley Sneijder     |
| Ovidiu Hoban        |
| Claudiu Keșerü      |
| Ciprian Marica      |
| Alexandru Maxim     |
| Raul Rusescu        |
| Alan Dzagoev        |
| Sergei Ignashevich  |
| Dmitri Kombarov     |
| Oleg Kuzmin         |
| Fedor Smolov        |
| Serdar Aziz         |
| Umut Bulut          |
| Hakan Çalhanoğlu    |
| Bilal Kisa          |
| Oğuzhan Özyakup     |
| Robert Azurmanyan   |
| Henrikh Mkhitaryan  |
| Hrayr Mkoyan        |
| Marcos Pizzelli     |
| Ikechi Anya         |
| Chris Martin        |
| James McArthur      |
| Matt Ritchie        |
| Paulus Arajuuri     |
| Roman Eremenko      |
| Jarkko Hurme        |
| Berat Sadik         |
| Craig Cathcart      |
| Josh Magennis       |
| Niall McGinn        |
| Jamie Ward          |
| Jón Daði Böðvarsson |
| Rúrik Gíslason      |
| Eiður Guðjohnsen    |
| Ragnar Sigurdsson   |
| Hallur Hansson      |
| Christian Holst     |
| Roaldur Jacobsen    |
| Brandur Olsen       |
| Robbie Brady        |
| Cyrus Christie      |
| Wesley Hoolahan     |
| John O'Shea         |
| Stefano Bensi       |
| Mario Mutsch        |
| Sebastien Thill     |
| David Turpel        |
| Besart Abdurahimi   |
| Arijan Ademi        |

| Agim Ibraimi            |
| Adis Jahović            |
| Gheorghe Boghiu         |
| Eugeniu Cebotaru        |
| Alexandru Dedov         |
| Alexandru Epureanu      |
| Ricardo Carvalho        |
| Fábio Coentrão          |
| Nani                    |
| Miguel Veloso           |
| Karim Bellarabi         |
| Toni Kroos              |
| Marco Reus              |
| Phil Jagielka           |
| Alex Oxlade-Chamberlain |
| Andros Townsend         |
| Aleksandrs Cauņa        |
| Aleksejs Višņakovs      |
| Arturs Zjuzins          |
| Deivydas Matulevicius   |
| Saulius Mikoliūnas      |
| Lukas Spalvis           |
| Alfred Effiong          |
| Clayton Failla          |
| Michael Mifsud          |
| Dejan Damjanović        |
| Stefan Savić            |
| Žarko Tomašević         |
| Jimmy Durmaz            |
| Emil Forsberg           |
| Ola Toivonen            |
| Ermin Bičakčić          |
| Senad Lulić             |
| Ats Purje               |
| Konstantin Vassiljev    |
| David Cotterill         |
| Hal Robson-Kanu         |
| Nikoloz Gelashvili      |
| Vako Kazaishvili        |
| Lee Casciaro            |
| Jake Gosling            |
| Munas Dabbur            |
| Gil Vermouth            |
| Renat Abdulin           |
| Samat Smakov            |
| Franz Burgmeier         |
| Sandro Wieser           |
| Aleksandar Kolarov      |
| Nemanja Matić           |
| Marcel Sabitzer         |
| Cavid Hüseynov          |
| Matteo Vitaioli         |
| Denis Garmash           |

| Eren Derdiyok             |
| Johan Djourou             |
| Blerim Dzemaili           |
| Breel Embolo              |
| Gökhan Inler              |
| Pajtim Kasami             |
| Michael Lang              |
| Admir Mehmedi             |
| Valentin Stocker          |
| Granit Xhaka              |
| Jordi Alba                |
| Juan Bernat               |
| Diego Costa               |
| Andrés Iniesta            |
| Mario Gaspar              |
| Álvaro Morata             |
| Sergio Ramos              |
| Isco                      |
| Balázs Dzsudzsák          |
| Zoltan Gera               |
| Richard Guzmics           |
| Laszlo Kleinheisler       |
| Gergo Lovrecsics          |
| Krisztián Németh          |
| Zoltan Stieber            |
| Ádám Szalai               |
| Jo Inge Berget            |
| Mats Møller Daehli        |
| Tarik Elyounoussi         |
| Vegard Forren             |
| Markus Henriksen          |
| Håvard Nielsen            |
| Havard Nordtveit          |
| Alexander Søderlund       |
| Pierre Højbjerg           |
| Nicolai Jørgensen         |
| Thomas Kahlenberg         |
| Simon Kjær                |
| Jakob Poulsen             |
| Jannik Vestergaard        |
| Lasse Vibe                |
| Robert Berić              |
| Branko Ilič               |
| Josip Iličić              |
| Kevin Kampl               |
| Dejan Lazarevič           |
| Andraž Struna             |
| Valter Birsa              |
| Christos Aravidis         |
| Nikolaos Karelis          |
| Panagiotis Kone           |
| Kostas Mitroglou          |
| Sokratis Papastathopoulos |
| Konstantinos Stafylidis   |

| Panagiotis Tachtsidis      |
| Vladimir Darida            |
| Ladislav Krejčí            |
| David Lafata               |
| David Limberský            |
| Tomáš Necid                |
| Tomáš Sivok                |
| Josef Šural                |
| Bekim Balaj                |
| Shkëlzen Gashi             |
| Ermir Lenjani              |
| Mergim Mavraj              |
| Armando Sadiku             |
| Berat Xhimshiti            |
| Konstantinos Charalambides |
| Marios Demetriou           |
| Dossa Júnior               |
| Vincent Laban              |
| Konstantinos Makridis      |
| Giorgos Merkis             |
| Nikola Kalinić             |
| Mario Mandžukić            |
| Ivica Olić                 |
| Ivan Rakitić               |
| Danijel Pranjić            |
| Gordon Schildenfeld        |
| Leonardo Bonucci           |
| Daniele De Rossi           |
| Matteo Darmian             |
| Stephan El Shaarawy        |
| Alessandro Florenzi        |
| Simone Zaza                |
| Jakub Błaszczykowski       |
| Kamil Glik                 |
| Bartosz Kapustka           |
| Krzysztof Mączyński        |
| Sławomir Peszko            |
| Łukasz Szukała             |
| Michy Batshuayi            |
| Christian Benteke          |
| Nacer Chadli               |
| Laurent Depoitre           |
| Divock Origi               |
| Mihail Aleksandrov         |
| Nikolay Bodurov            |
| Andrej Galabinov           |
| Ventsislav Hristov         |
| Dimitar Rangelov           |
| Peter Pekarik              |
| Kornel Saláta              |
| Stanislav Šesták           |
| Miroslav Stoch             |
| Vladimír Weiss             |
| Ibrahim Afellay            |

| Jeffrey Bruma       |
| Stefan de Vrij      |
| Luciano Narsingh    |
| Wesley Sneijder     |
| Ovidiu Hoban        |
| Claudiu Keșerü      |
| Ciprian Marica      |
| Alexandru Maxim     |
| Raul Rusescu        |
| Alan Dzagoev        |
| Sergei Ignashevich  |
| Dmitri Kombarov     |
| Oleg Kuzmin         |
| Fedor Smolov        |
| Serdar Aziz         |
| Umut Bulut          |
| Hakan Çalhanoğlu    |
| Bilal Kisa          |
| Oğuzhan Özyakup     |
| Robert Azurmanyan   |
| Henrikh Mkhitaryan  |
| Hrayr Mkoyan        |
| Marcos Pizzelli     |
| Ikechi Anya         |
| Chris Martin        |
| James McArthur      |
| Matt Ritchie        |
| Paulus Arajuuri     |
| Roman Eremenko      |
| Jarkko Hurme        |
| Berat Sadik         |
| Craig Cathcart      |
| Josh Magennis       |
| Niall McGinn        |
| Jamie Ward          |
| Jón Daði Böðvarsson |
| Rúrik Gíslason      |
| Eiður Guðjohnsen    |
| Ragnar Sigurdsson   |
| Hallur Hansson      |
| Christian Holst     |
| Roaldur Jacobsen    |
| Brandur Olsen       |
| Robbie Brady        |
| Cyrus Christie      |
| Wesley Hoolahan     |
| John O'Shea         |
| Stefano Bensi       |
| Mario Mutsch        |
| Sebastien Thill     |
| David Turpel        |
| Besart Abdurahimi   |
| Arijan Ademi        |

| Agim Ibraimi            |
| Adis Jahović            |
| Gheorghe Boghiu         |
| Eugeniu Cebotaru        |
| Alexandru Dedov         |
| Alexandru Epureanu      |
| Ricardo Carvalho        |
| Fábio Coentrão          |
| Nani                    |
| Miguel Veloso           |
| Karim Bellarabi         |
| Toni Kroos              |
| Marco Reus              |
| Phil Jagielka           |
| Alex Oxlade-Chamberlain |
| Andros Townsend         |
| Aleksandrs Cauņa        |
| Aleksejs Višņakovs      |
| Arturs Zjuzins          |
| Deivydas Matulevicius   |
| Saulius Mikoliūnas      |
| Lukas Spalvis           |
| Alfred Effiong          |
| Clayton Failla          |
| Michael Mifsud          |
| Dejan Damjanović        |
| Stefan Savić            |
| Žarko Tomašević         |
| Jimmy Durmaz            |
| Emil Forsberg           |
| Ola Toivonen            |
| Ermin Bičakčić          |
| Senad Lulić             |
| Ats Purje               |
| Konstantin Vassiljev    |
| David Cotterill         |
| Hal Robson-Kanu         |
| Nikoloz Gelashvili      |
| Vako Kazaishvili        |
| Lee Casciaro            |
| Jake Gosling            |
| Munas Dabbur            |
| Gil Vermouth            |
| Renat Abdulin           |
| Samat Smakov            |
| Franz Burgmeier         |
| Sandro Wieser           |
| Aleksandar Kolarov      |
| Nemanja Matić           |
| Marcel Sabitzer         |
| Cavid Hüseynov          |
| Matteo Vitaioli         |
| Denis Garmash           |

| Giedrius Arlauskis (Jugando contra Suiza e Inglaterra) |

| Giedrius Arlauskis (Jugando contra Suiza e Inglaterra) |

| Levon Hayrapetyan (Jugando contra Serbia)          |
| Kamo Hovhannisyan (Jugando contra Albania)         |
| Nicolai Bodurov (Jugando contra Croacia)           |
| Iordan Minev (Jugando contra Italia)               |
| Jordan Pérez (Jugando contra Irlanda)              |
| Yogen Santos (Jugando contra Alemania)             |
| Martin Büchel (Jugando contra Rusia)               |
| Franz Burgmeier (Jugando contra Rusia)             |
| Alessandro Della Valle (Jugando contra Inglaterra) |

| Cristian Brolli (Jugando contra Inglaterra)    |
| Mergim Mavraj (Jugando contra Armenia)         |
| Mats Hummels (Jugando contra Escocia)          |
| Rashad Sadygov (Jugando contra Croacia)        |
| Alexander Martynovich (Jugando contra Ucrania) |
| Dossa Júnior (Jugando contra Andorra)          |
| Vedran Ćorluka (Jugando contra Noruega)        |
| Ragnar Klavan (Jugando contra Suiza)           |
| Akaki Khubutia (Jugando contra Escocia)        |

| Jordan Henderson (Jugando contra Eslovenia)          |
| John O'Shea (Jugando contra Escocia)                 |
| Jón Daði Böðvarsson (Jugando contra República Checa) |
| Giorgio Chiellini (Jugando contra Azerbaiyán)        |
| Tome Pacovski (Jugando contra España)                |
| Petru Radu (Jugando contra Montenegro)               |
| Markus Henriksen (Jugando contra Hungría)            |
| Robin van Persie (Jugando contra República Checa)    |

| Levon Hayrapetyan (Jugando contra Serbia)          |
| Kamo Hovhannisyan (Jugando contra Albania)         |
| Nicolai Bodurov (Jugando contra Croacia)           |
| Iordan Minev (Jugando contra Italia)               |
| Jordan Pérez (Jugando contra Irlanda)              |
| Yogen Santos (Jugando contra Alemania)             |
| Martin Büchel (Jugando contra Rusia)               |
| Franz Burgmeier (Jugando contra Rusia)             |
| Alessandro Della Valle (Jugando contra Inglaterra) |

| Cristian Brolli (Jugando contra Inglaterra)    |
| Mergim Mavraj (Jugando contra Armenia)         |
| Mats Hummels (Jugando contra Escocia)          |
| Rashad Sadygov (Jugando contra Croacia)        |
| Alexander Martynovich (Jugando contra Ucrania) |
| Dossa Júnior (Jugando contra Andorra)          |
| Vedran Ćorluka (Jugando contra Noruega)        |
| Ragnar Klavan (Jugando contra Suiza)           |
| Akaki Khubutia (Jugando contra Escocia)        |

| Jordan Henderson (Jugando contra Eslovenia)          |
| John O'Shea (Jugando contra Escocia)                 |
| Jón Daði Böðvarsson (Jugando contra República Checa) |
| Giorgio Chiellini (Jugando contra Azerbaiyán)        |
| Tome Pacovski (Jugando contra España)                |
| Petru Radu (Jugando contra Montenegro)               |
| Markus Henriksen (Jugando contra Hungría)            |
| Robin van Persie (Jugando contra República Checa)    |

## Clasificados
| Bandera de Francia   | Bandera de Inglaterra | Bandera de República Checa | Bandera de Islandia |
| Francia              | Inglaterra            | República Checa            | Islandia            |
| Organizador          | 1º Grupo E            | 1º Grupo A                 | 2º Grupo A          |
| Clasificado: 28/5/10 | Clasificado: 5/9/15   | Clasificado: 6/9/15        | Clasificado: 6/9/15 |

| Bandera de Austria  | Bandera de Irlanda del Norte | Bandera de Portugal  | Bandera de España    |
| Austria             | Irlanda del Norte            | Portugal             | España               |
| 1º Grupo G          | 1º Grupo F                   | 1º Grupo I           | 1º Grupo C           |
| Clasificado: 8/9/15 | Clasificado: 8/10/15         | Clasificado: 8/10/15 | Clasificado: 9/10/15 |

| Bandera de Suiza     | Bandera de Italia     | Bandera de Bélgica    | Bandera de Gales      |
| Suiza                | Italia                | Bélgica               | Gales                 |
| 2º Grupo E           | 1º Grupo H            | 1º Grupo B            | 2º Grupo B            |
| Clasificado: 9/10/15 | Clasificado: 10/10/15 | Clasificado: 10/10/15 | Clasificado: 10/10/15 |

| Bandera de Albania    | Bandera de Rumania    | Bandera de Alemania   | Bandera de Polonia    |
| Albania               | Rumania               | Alemania              | Polonia               |
| 2º Grupo I            | 2º Grupo F            | 1º Grupo D            | 2º Grupo D            |
| Clasificado: 11/10/15 | Clasificado: 11/10/15 | Clasificado: 11/10/15 | Clasificado: 11/10/15 |

| Bandera de Rusia      | Bandera de Eslovaquia | Bandera de Croacia    | Bandera de Turquía    | Bandera de Hungría    | Bandera de Irlanda    | Bandera de Suecia     | Bandera de Ucrania    |
| Rusia                 | Eslovaquia            | Croacia               | Turquía               | Hungría               | Irlanda               | Suecia                | Ucrania               |
| 2º Grupo G            | 2º Grupo C            | 2º Grupo H            | Mejor tercero         | Play-off Serie 4      | Play-off Serie 3      | Play-off Serie 2      | Play-off Serie 1      |
| Clasificado: 12/10/15 | Clasificado: 12/10/15 | Clasificado: 13/10/15 | Clasificado: 13/10/15 | Clasificado: 15/11/15 | Clasificado: 16/11/15 | Clasificado: 17/11/15 | Clasificado: 17/11/15 |